# Campeonato Europeo de Rugby League División C 2018-19
El Campeonato Europeo de Rugby League División C de 2018/19 fue la décima edición del torneo de tercera división europeo de Rugby League.
El primer lugar del torneo ascenderá al Campeonato Europeo de Rugby League División B 2020.

## Equipos
- Alemania
- Grecia
- Noruega
- Malta
- República Checa
- Ucrania

## Posiciones

### Grupo Norte
| Equipo          | Encuentros | Encuentros | Encuentros | Encuentros | Tantos  | Tantos    | Tantos     | Puntos |
| Equipo          | jugados    | ganados    | empatados  | perdidos   | a favor | en contra | diferencia | Puntos |
| --------------- | ---------- | ---------- | ---------- | ---------- | ------- | --------- | ---------- | ------ |
| Noruega         | 2          | 1          | 0          | 1          | 52      | 42        | +10        | 2      |
| Alemania        | 2          | 1          | 0          | 1          | 46      | 44        | +2         | 2      |
| República Checa | 2          | 1          | 0          | 1          | 24      | 36        | -12        | 2      |

### Grupo Sur
| Equipo  | Encuentros | Encuentros | Encuentros | Encuentros | Tantos  | Tantos    | Tantos     | Puntos |
| Equipo  | jugados    | ganados    | empatados  | perdidos   | a favor | en contra | diferencia | Puntos |
| ------- | ---------- | ---------- | ---------- | ---------- | ------- | --------- | ---------- | ------ |
| Grecia  | 2          | 2          | 0          | 0          | 88      | 30        | +58        | 5      |
| Ucrania | 2          | 1          | 0          | 1          | 60      | 50        | +10        | 2      |
| Malta   | 2          | 0          | 0          | 2          | 26      | 94        | -68        | 0      |

### Final
| 18 de mayo de 2019 | Grecia | 56 - 26 | Noruega |  |  |

| Bandera de Grecia |
| Campeón Grecia    |
| Segundo título    |